# موريس ساند
موريس ساند (بالفرنسية: Maurice Sand)‏ هو مصمم وكاتب ورسام فرنسي، ولد في 30 يونيو 1823 في باريس في فرنسا، وتوفي في 4 سبتمبر 1889 في Nohant-Vic ‏ في فرنسا.